# Cameco

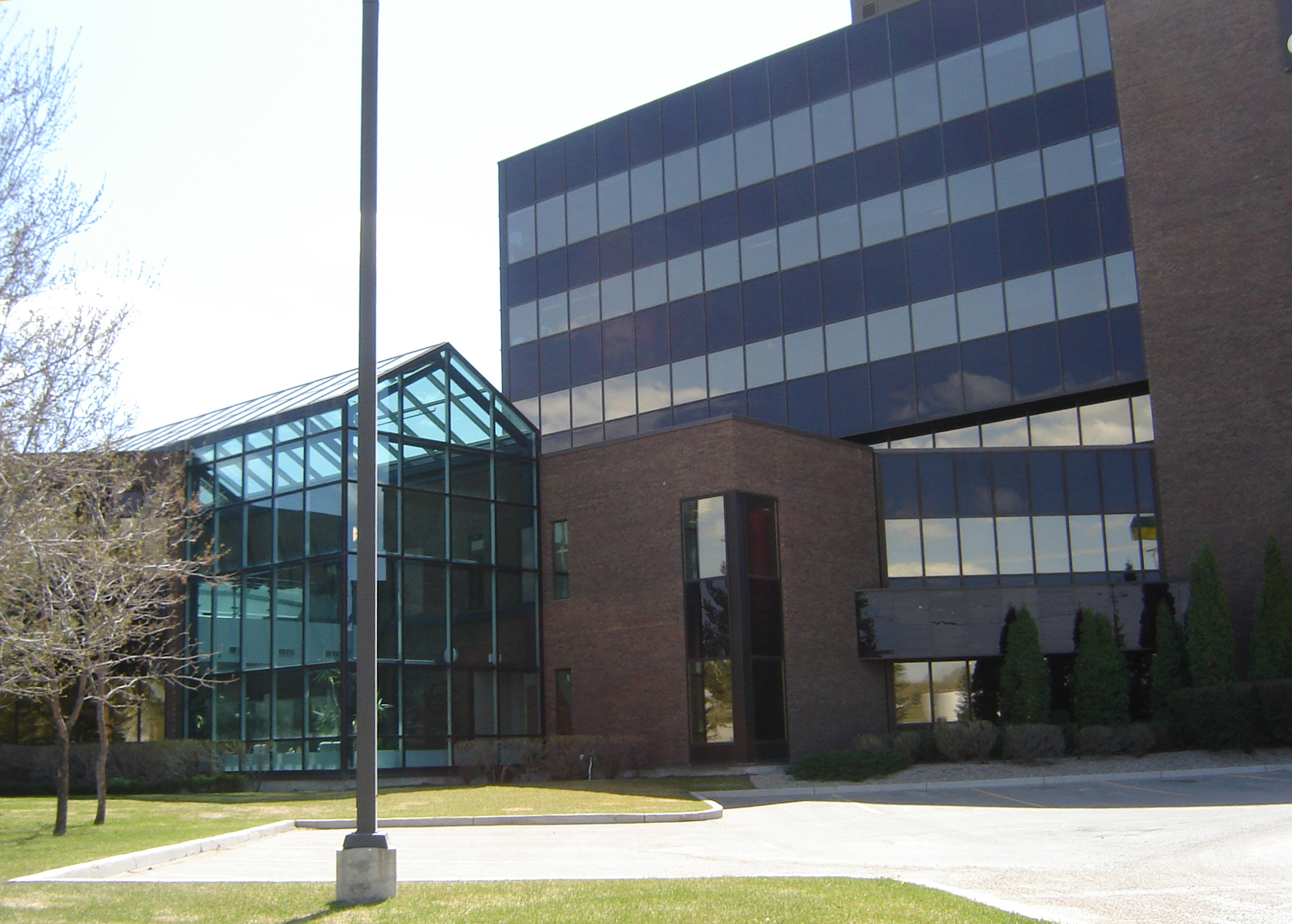
Штаб-квартира компанії в Саскатуні

Кемеко (Кемеко Корпорейшн) (англ. Cameco, Cameco Corporation) — канадська компанія, один знайбільших світових постачальників уранового концентрату. Штаб-квартира компанії — Саскатун, Саскачеван, Канада.

## Історія
Утворена в 1988 р. в ході приватизації федеральної державної компанії Eldorado Nuclear Ltd. і компанії провінційного підпорядкування Saskatchewan Mining Development Corp. З 1991 р., коли акції Cameco почали продаватися на біржах Торонто і Монреаля, вона стала учасником світового ринку урану; з 1996 року акції компанії стали продаватися і на Нью-Йоркській фондовій біржі. На 2001 рік 9,8% акцій компанії належить канадській провінції Саскачеван, а 90,2% — приватним власникам.

## Характеристика
За 10 років існування в ядерному бізнесі Cameco стала світовим лідером з видобутку уранових руд і виробництву уранового концентрату та найбільшим постачальником урану на ринки Заходу. Сировинна база компанії нараховує 247550 т розвіданих запасів урану в надрах. Основними продуктами Cameco, що поступають на внутрішній і світовий ринок урану, є урановий концентрат (U3O8), гексафлуорид урану (UF6), а також діоксид урану (UO2). За даними 1997 року 71% уранового концентрату компанією Cameco експортовано в США, 16% — в Південно-Східну Азію (регіон ПСА — Японію, Південну Корею і Тайвань), 13% — в країни ЄС. Велика частина гексафлуориду урану продано в США (58%), 23% — в регіон ПСА, 19% — в Європейський Союз і Чехію; 78% діоксиду урану поставлено на внутрішній ринок Канади, 22% — в Південно-Східну Азію.